# Battles of Prince of Persia
Battles of Prince of Persia is een computerspel voor de Nintendo DS waar spelers de rol aannemen van verschillende personages van Prince of Persia, zoals de prins en King Shahrman.

## Verhaal
Het verhaal speelt zich af tussen Prince of Persia: The Sands of Time en Prince of Persia: Warrior Within. De prins ontdekt dat hij wordt achtervolgd door de Dahaka, een incarnatie van het lot, omdat hij zich mengde in de tijd en daardoor zijn eigen dood voorkwam. De prins zoekt dan een manier om van Dahaka af te komen. Daarvoor moet hij telkens iets zoeken in verschillende landen. Hij kan alleen in die landen zoeken, die hij heeft verslagen in een oorlog.

## Gameplay
De gameplay van Battles of Prince of Persia is te vergelijken met andere strategiespellen op de Nintendo DS en de Game Boy Advance, zoals Advance Wars en Fire Emblem. De speler en een tegenstander bewegen om beurten hun troepen of vallen aan. Om te winnen met je een bepaald aantal punten scoren. Het aantal punten hangt af van de huidige missie. De bevelen worden gegeven met behulp van kaarten. In het totaal zijn er 200 kaarten en ze hebben verschillende effecten op het spel.